# Петар Ковачевић (добротвор)
Петар Ковачевић (Мостар, 19. август 1793 — Шибеник, 1. јул 1864) био је српски трговац и просветни добротвор.
Рођен је у Мостару у Херцеговини, родитељи су му се звали Роса и Михаило, који је био златар и трговац. Михаило је био побожан човек, ишао на ходочашћа, па је једном приликом провео три године у Палестини. Замонашио се на Светој Гори, а преминуо је у Мостару приликом посете родном месту. 
Петар је учио ћурчијски занат, али почиње да се бави трговином, када је под налетом куге са браћом отишао у Дубровник. Трговином ће се самостално бавити у Котору одакле ће отићи у Бесарабију, затим у Исмаил, а одатле у Одесу. После неког времена преселиће се у Сарајево где ће провести две године, после чега ће се коначно 1825. године настанити у Шибенику, где ће живети до краја живота. У Шибенику је наставио да се бави трговином, имао је своју радњу која ће временом постати чувена и једна од најбољих у месту. 
Петар је био велики хуманитарац и добротвор, тако је 1861. богато даровао многе цркве, школе, као и сиромашне појединце. По значају најбитније је његова донација од десет хиљада форинти за оснивање српске девојачке школе у Шибенику. Оснивање ове школе било је јако значајно, јер се, због општег сиромаштва становништва, у Далмацији јако мало полагало на образовање. Ова школа је отворена 1870. године на дан Св. Саве, нажалост Петар није дочекао ову свечаност, преминуо је 1864. године.